# Ranunculus pueblensis
Ranunculus pueblensis är en ranunkelväxtart som beskrevs av Elmer Reginald Drew. Ranunculus pueblensis ingår i släktet ranunkler, och familjen ranunkelväxter. Inga underarter finns listade i Catalogue of Life.